# Lapis lazuli
Lapis lazuli är en bergart som ursprungligen användes för att tillverka färgpigmentet ultramarin. Den innehåller mineralet lasurit och haüyn m.fl. Numera används den mest som en halvädelsten till smycken.

## Egenskaper
Bergarten består huvudsakligen av svavelhaltiga silikat av aluminium, natrium, kalcium med mera. Det är ogenomskinligt, nästan tätt, med azurblå färg, ibland något grönaktigt. Brottet är matt men kan poleras.
Bergarten är egentligen en blandning av flera delvis ofärgade mineral och anses ha bildats genom omvandling av kristallinsk kalksten. Genom behandling med saltsyra förlorar den färgen och sönderdelas.

## Förekomst
Lapis lazuli påträffas invuxet som större eller mindre partier i kalksten som hör till de kristallinska skiffrarna, huvudsakligen i Badakhshan vid Amu Darjas övre lopp i Afghanistan, vid den västliga änden av Bajkalsjön i Sibirien och i Chile
Lapis är även en äldre benämning på silvernitrat.

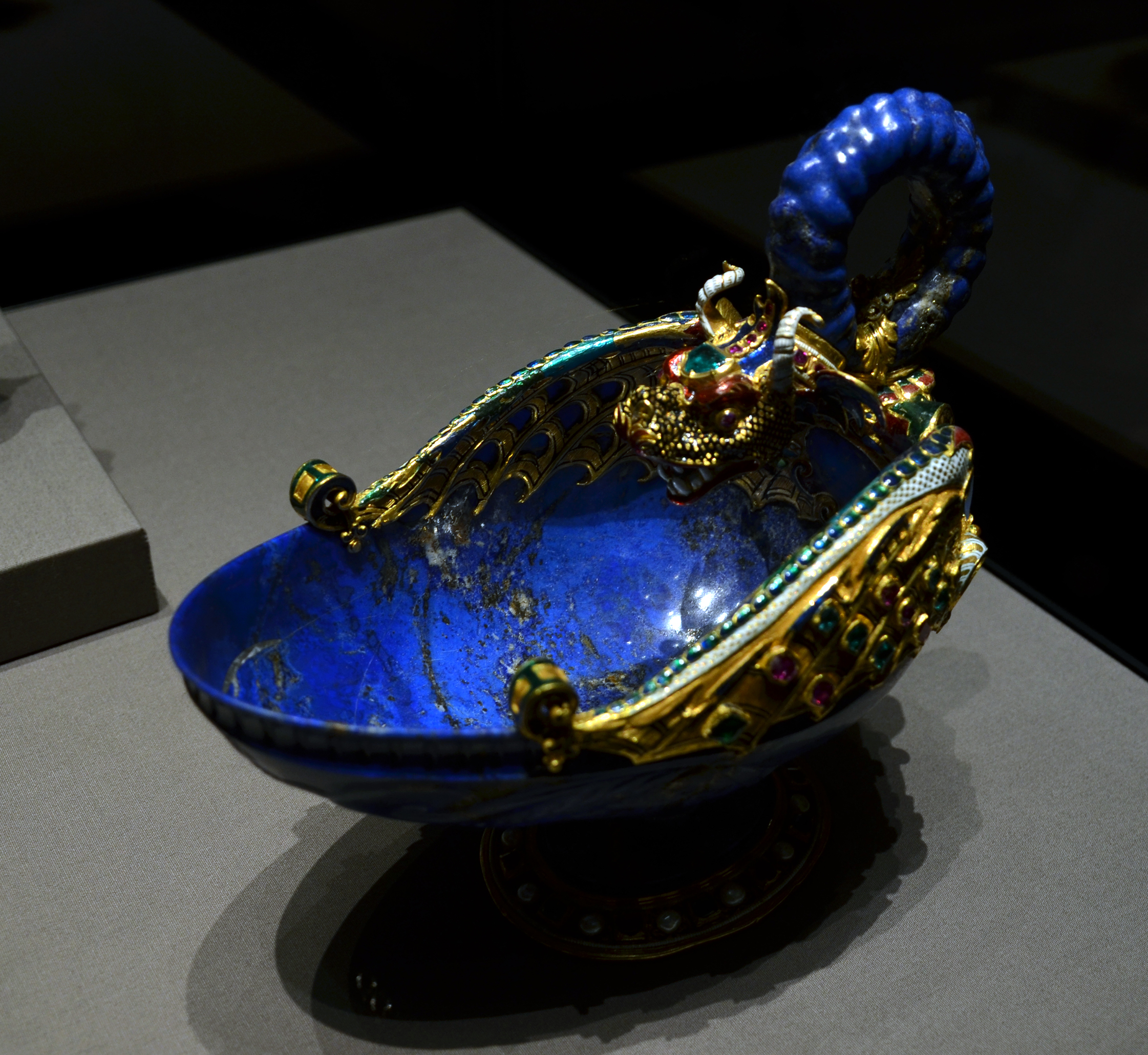
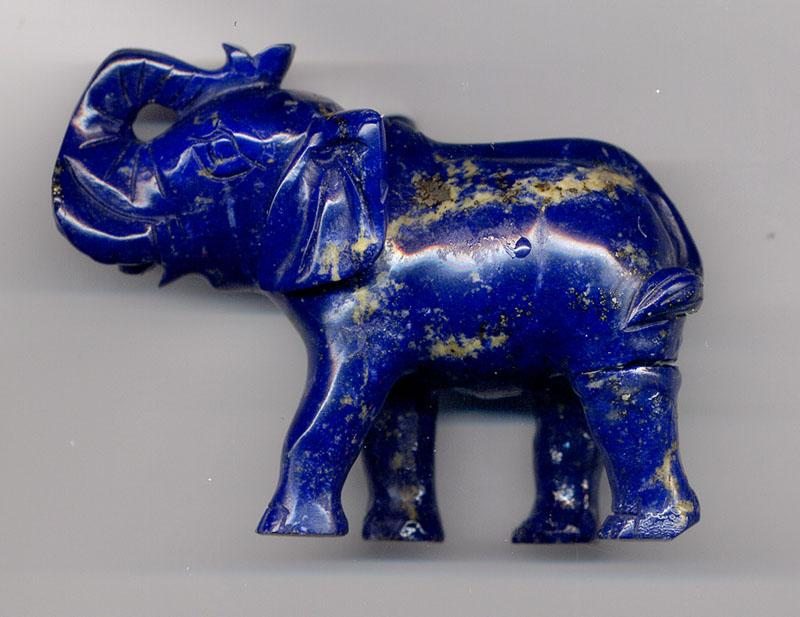
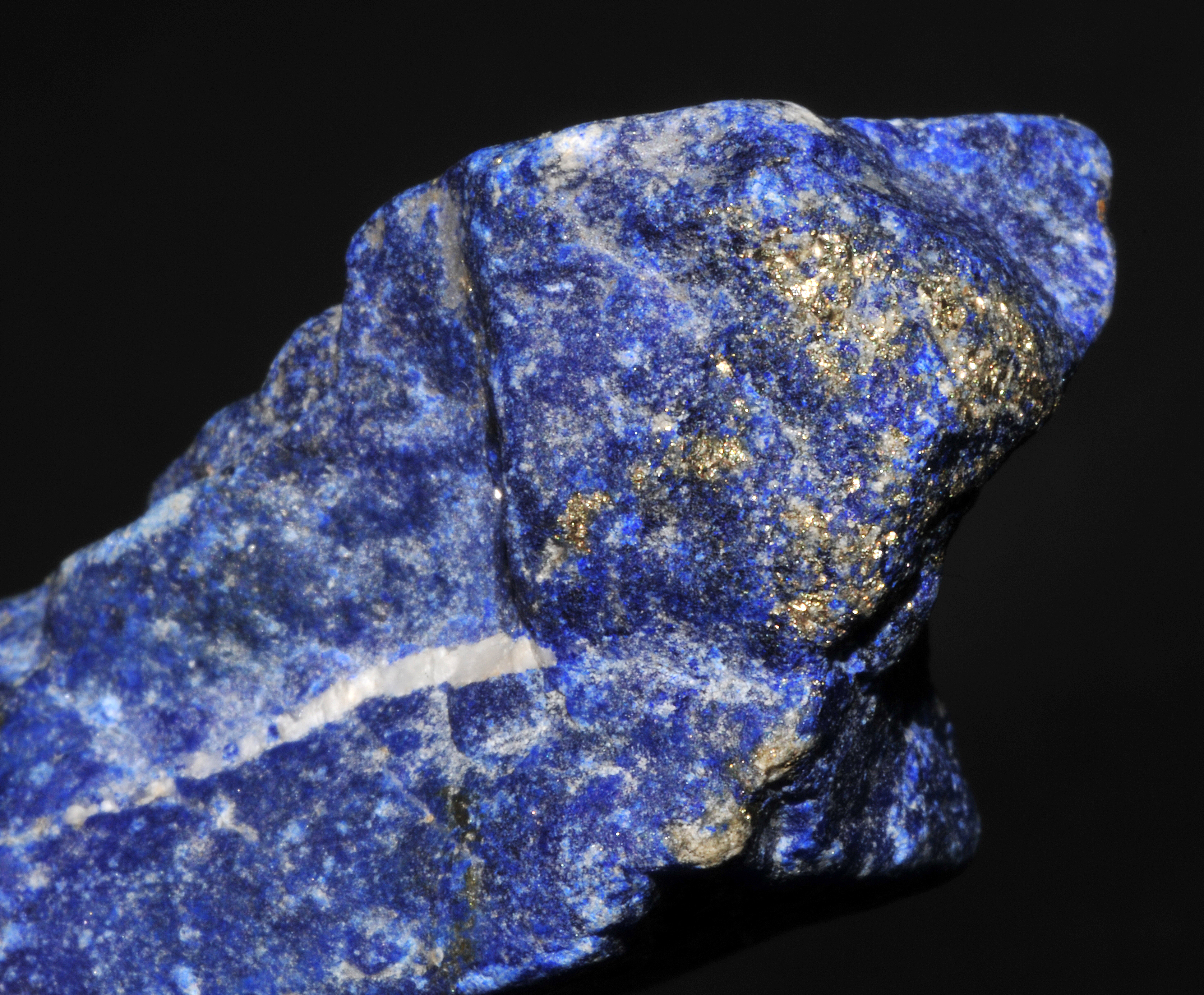
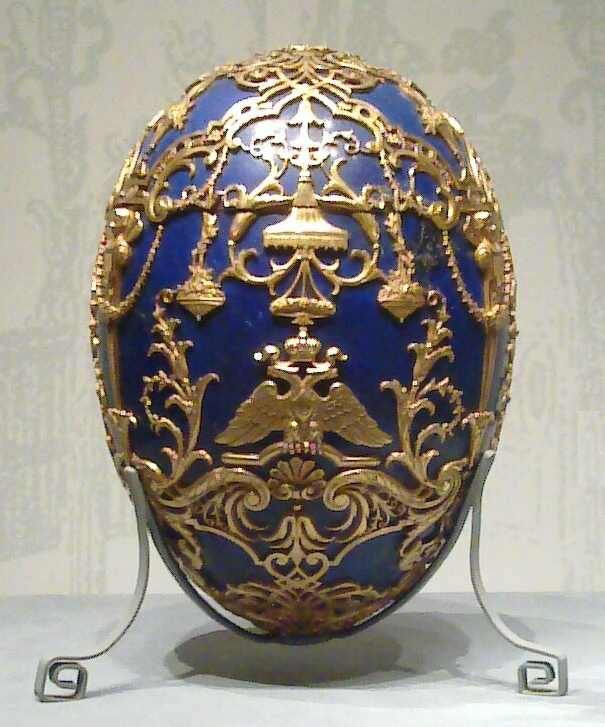
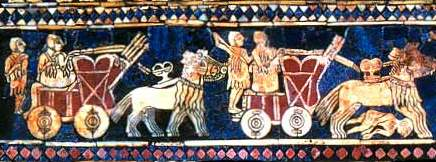
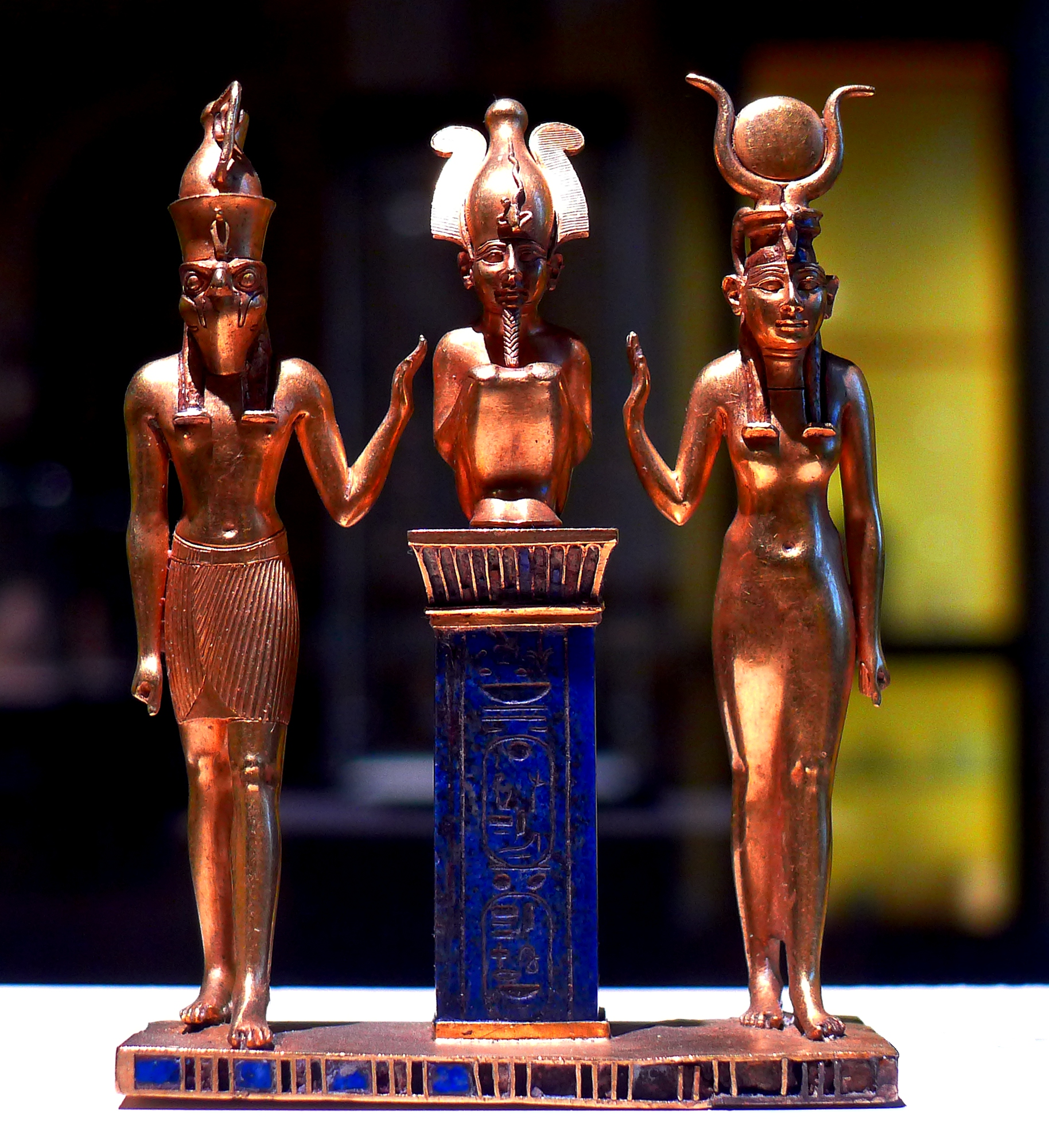
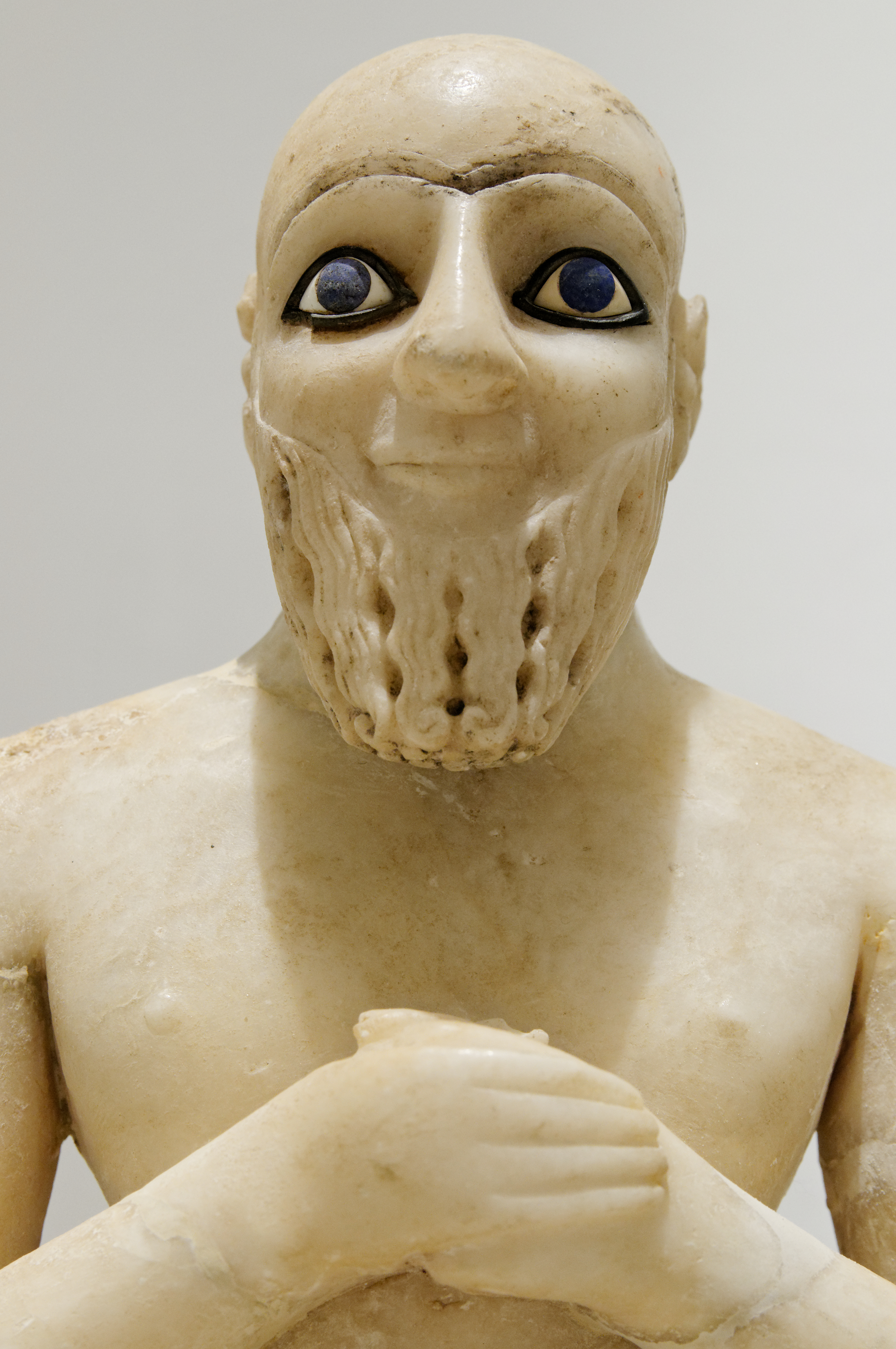
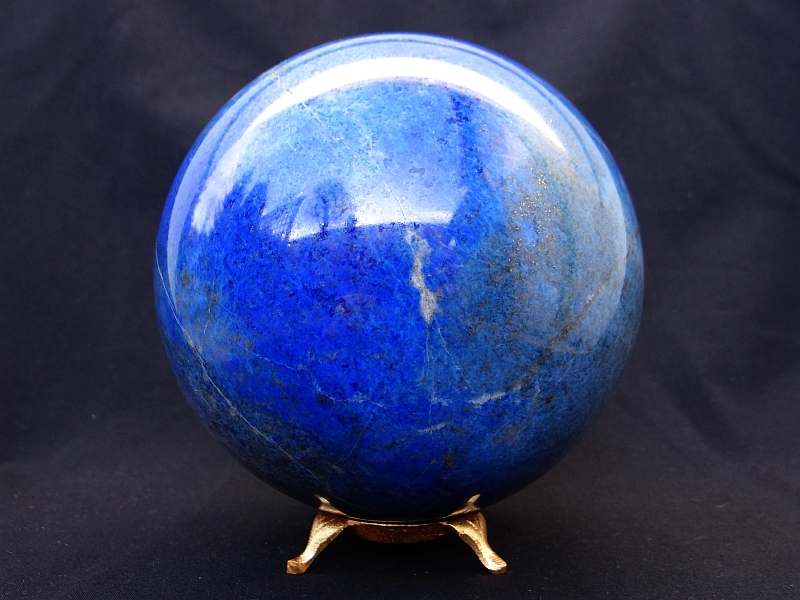